# Arthur Hill (3e marquis de Downshire)
Arthur Blundell Sandys Trumbull Hill, 3e marquis de Downshire (8 octobre 1788 Hanover Square - 12 septembre 1845) est un pair anglo-irlandais, titré vicomte Fairford de 1789 à 1793 et comte de Hillsborough de 1793 à 1801.

## Biographie
Il est né à Hanover Square, le fils aîné d'Arthur Hill (2e marquis de Downshire) et de son épouse, Mary Sandys. Il devient Marquis de Downshire à la mort de son père en 1801. Il fait ses études au Collège d'Eton et à Christ Church, Oxford. Il obtient son MA en 1809 et un DCL en 1810.
En 1811, il épouse Mary Windsor, fille d’Other Windsor (5e comte de Plymouth). Ils ont cinq enfants:
- Arthur Hill (4e marquis de Downshire) (1812-1868)
- Charlotte Augusta Hill (30 juin 1815 - 24 novembre 1861), épouse George Chetwynd, 3e baronnet,
- William Frederick Arthur Montagu Hill (10 juillet 1816 - 18 mars 1844), Royal Scots Greys, tué dans un accident de chasse
- Mary Penelope Hill (3 septembre 1817 - 15 juillet 1884), épouse Alexander Hood (1er vicomte Bridport)
- Edwin Hill-Trevor (1er baron Trevor) (1819-1894)

Au début de sa carrière politique, il est identifié comme Whig et soutient la réforme du Parlement. Après l’arrivée au pouvoir du ministère Grey, il reçoit une succession de nominations, devenant colonel de la milice du South down le 25 mars 1831 et portant la deuxième épée lors du couronnement de Guillaume IV le 8 septembre. Il est nommé lieutenant adjoint de Berkshire le 20 septembre, Lord Lieutenant de Down le 17 octobre (nouveau poste remplaçant le gouverneur de Down) et enfin chevalier de l'Ordre de Saint-Patrick le 24 novembre 1831. Il reçoit une LL. D de Cambridge le 6 juillet 1835.
Il est un fervent partisan de la langue irlandaise et est président de la Ulster Gaelic Society (fondée en 1830). À ce titre, il joue un rôle important en contribuant à la préservation des archives de la langue, de la poésie, des collections de chants folkloriques et de chansons, etc.